# DDR-Oberliga 1977/78 (Badminton)
Die DDR-Oberliga im Badminton war in der Saison 1977/78 die höchste Mannschaftsspielklasse der in der DDR Federball genannten Sportart. Es war die 19. Austragung dieser Mannschaftsmeisterschaft.

## Ergebnisse
Fortschritt Tröbitz - Lok HfV Dresden 7:4
26. November 1977 Greifswald
1. MX: Roland Riese / Christine Ober - Claus Cassens / Monika Cassens 9:15 15:17
2. MX: Frank-Thomas Seyfarth / Carmen Ober - Steffen Körbitz / Angelika Neubert 15:1 15:7
1. HD: Joachim Schimpke / Roland Riese - Claus Cassens / Andreas Benz 15:7 10:15 15:10
2. HD: Frank-Thomas Seyfarth / Richter - Steffen Körbitz / Peter Uhlig 15:10 17:14
1. HE: Joachim Schimpke - Claus Cassens 15:8 18:14 15:10
2. HE: Roland Riese - Steffen Körbitz 15:5 15:5
3. HE: Frank-Thomas Seyfarth - Peter Uhlig 15:10 17:14
4. HE: Klaus Skobowsky - Andreas Benz 15:2 15:4
1. DE: Christine Ober - Monika Cassens 3:11 3:11
2. DE: Carmen Ober - Angelika Neubert 0:11 0:11
1. DD: Carmen Ober / Christine Ober - Monika Cassens / Angelika Neubert 6:15 0:15
Fortschritt Tröbitz - DHfK Leipzig 6:5
26. November 1977 Greifswald
1. MX: Roland Riese / Christine Ober - Jürgen Richter / Beate Müller 15:0 15:7
2. MX: Frank-Thomas Seyfarth / Carmen Ober - Volker Herbst / Christel Sommer 17:14 15:11
1. HD: Joachim Schimpke / Roland Riese - Jürgen Richter / Gerd Pigola 12:15 17:18
2. HD: Frank-Thomas Seyfarth / Harald Richter - Matthias Röder / Volker Herbst 15:10 17:15
1. HE: Joachim Schimpke - Jürgen Richter 5:15 9:15
2. HE: Roland Riese - Gerd Pigola 15:4 15:7
3. HE: Frank-Thomas Seyfarth - Matthias Röder 15:8 15:11
4. HE: Klaus Skobowsky - Manfred Blauhut 15:4 15:10
1. DE: Christine Ober - Christel Sommer 2:11 2:11
2. DE: Carmen Ober - Beate Müller 12:10 3:11 0:11
1. DD: Carmen Ober / Christine Ober - Christel Sommer / Beate Müller 4:15 5:15
Fortschritt Tröbitz - Einheit Greifswald 1:10
26. November 1977 Greifswald
1. MX: Frank-Thomas Seyfarth / Christine Ober - Edgar Michalowski / Michalowsky 6:15 7:15
2. MX: Klaus Skobowsky / Carmen Ober - Erfried Michalowsky / Michalowsky 8:15 5:15
1. HD: Joachim Schimpke / Richter - Edgar Michalowski / Michael Franz 8:15 10:15
2. HD: Roland Riese / Klaus Skobowsky - Erfried Michalowsky / Uwe Kämmer 11:15 15:6 12:15
1. HE: Joachim Schimpke - Edgar Michalowski 5:15 3:15
2. HE: Roland Riese - Erfried Michalowsky 9:15 0:15
3. HE: Klaus Skobowsky - Michael Franz 15:0 11:15 18:14
4. HE: Harald Richter - Uwe Kämmer 15:10 13:15 8:15
1. DE: Christine Ober - Angela Michalowsky 6:11 12:9 3:11
2. DE: Carmen Ober - Christine Zierath 3:11 0:11
1. DD: Carmen Ober / Christine Ober - Angela Michalowsky / Christine Zierath 12:15 5:15
Fortschritt Tröbitz - DHfK Leipzig 4:7
17. Dezember 1977 Leipzig
1. MX: Roland Riese / Carmen Ober - Jürgen Richter / Rena Scheithauer 10:15 13:15
2. MX: Frank-Thomas Seyfarth / Christine Ober - Volker Herbst / Christel Sommer 8:15 7:15
1. HD: Roland Riese / Joachim Schimpke - Jürgen Richter / Gerd Pigola 16:18 15:7 9:15
2. HD: Klaus Skobowsky / Frank-Thomas Seyfarth - Volker Herbst / Matthias Röder 12:15 15:18
1. HE: Roland Riese - Jürgen Richter 1:15 15:10 15:12
2. HE: Frank-Thomas Seyfarth - Gerd Pigola 4:15 11:15
3. HE: Klaus Skobowsky - Matthias Röder 15:17 15:3 15:11
4. HE: Harald Richter - Volker Herbst 13:18 15:8 9:15
1. DE: Christine Ober - Christel Sommer 4:11 4:11
2. DE: Carmen Ober - Helga Pöschel 11:4 11:7
1. DD: Carmen Ober / Christine Ober - Christel Sommer / Rena Scheithauer 13:15 15:8 17:14
Fortschritt Tröbitz - Einheit Greifswald 4:7
17. Dezember 1977 Leipzig
1. MX: Roland Riese / Carmen Ober - Edgar Michalowski / Michalowski 16:18 16:17
2. MX: Klaus Skobowsky / Christine Ober - Michael Franz / Michalowski 15:10 3:15 11:15
1. HD: Joachim Schimpke / Richter - Edgar Michalowski / Uwe Kämmer 9:15 12:15
2. HD: Roland Riese / Klaus Skobowsky - Michael Franz / Jürgen Brösel 15:1 15:4
1. HE: Joachim Schimpke - Edgar Michalowski 1:15 6:15
2. HE: Roland Riese - Michael Franz 15:7 2:15 15:12
3. HE: Klaus Skobowsky - Uwe Kämmer 15:5 15:11
4. HE: Harald Richter - Jürgen Brösel 15:3 15:12
1. DE: Christine Ober - Angela Michalowsky 1:11 1:11
2. DE: Carmen Ober - Christine Zierath 10:12 5:11
1. DD: Carmen Ober / Christine Ober - Angela Michalowsky / Ilona Michalowsky 5:15 5:15
Fortschritt Tröbitz - Lok HfV Dresden 7:4
18. Dezember 1977 Leipzig
1. MX: Roland Riese / Carmen Ober - Claus Cassens / Monika Cassens 12:15 3:15
2. MX: Frank-Thomas Seyfarth / Christine Ober - Steffen Körbitz / Angelika Neubert 15:7 17:15
1. HD: Roland Riese / Klaus Skobowsky - Claus Cassens / Peter Uhlig 15:4 15:12
2. HD: Frank-Thomas Seyfarth / Richter - Steffen Körbitz / Andreas Benz 12:15 11:15
1. HE: Roland Riese - Claus Cassens 18:14 15:4
2. HE: Frank-Thomas Seyfarth - Steffen Körbitz 15:11 15:2
3. HE: Klaus Skobowsky - Peter Uhlig 15:5 15:7
4. HE: Harald Richter - Andreas Benz 15:9 15:7
1. DE: Christine Ober - Monika Cassens 5:11 0:11
2. DE: Carmen Ober - Angelika Neubert 11:1 11:2
1. DD: Carmen Ober / Christine Ober - Monika Cassens / Angelika Neubert 12:15 10:15
Fortschritt Tröbitz - Einheit Greifswald 2:9
14. Januar 1978 Dresden
1. MX: Frank-Thomas Seyfarth / Christine Ober - Edgar Michalowski / Michalowski. 17:18 7:15
2. MX: Klaus Skobowsky / Carmen Ober - Erfried Michalowsky / Michalowski. 6:15 7:15
1. HD: Joachim Schimpke / Roland Riese - Edgar Michalowski / Michael Franz 2:15 15:10 1:15
2. HD: Frank-Thomas Seyfarth / Klaus Skobowsky - Erfried Michalowsky / Uwe Kämmer 10:15 8:15
1. HE: Joachim Schimpke - Edgar Michalowski 6:15 17:14 4:15
2. HE: Roland Riese - Erfried Michalowsky 14:17 15:7 14:17
3. HE: Frank-Thomas Seyfarth - Michael Franz 15:4 15:11
4. HE: Klaus Skobowsky - Uwe Kämmer 15:5 15:12
1. DE: Christine Ober - Angela Michalowsky 4:11 6:11
2. DE: Carmen Ober - Birgit Kämmer 9:12 8:11
1. DD: Carmen Ober / Christine Ober - Angela Michalowsky / Ilona Michalowski. 7:15 3:15
Fortschritt Tröbitz - DHfK Leipzig 5:6
14. Januar 1978 Dresden
1. MX: Joachim Schimpke / Christine Ober - Jürgen Richter / Rena Scheithauer 3:15 7:15
2. MX: Roland Riese / Carmen Ober - Volker Herbst / Christel Sommer 10:15 10:15
1. HD: Joachim Schimpke / Richter - Jürgen Richter / Gerd Pigola 18:15 5:15 9:15
2. HD: Klaus Skobowsky / Roland Riese - Volker Herbst / Manfred Blauhut 18:16 18:16
1. HE: Joachim Schimpke - Jürgen Richter 10:15 15:0 15:6
2. HE: Roland Riese - Gerd Pigola 15:7 15:3
3. HE: Klaus Skobowsky - Volker Herbst 11:15 15:1 17:16
4. HE: Harald Richter - Manfred Blauhut 15:13 18:16
1. DE: Christine Ober - Christel Sommer 9:11 5:11
2. DE: Carmen Ober - Beate Müller 11:7 10:12 9:11
1. DD: Carmen Ober / Christine Ober - Christel Sommer / Beate Müller 14:17 15:13 13:15
Fortschritt Tröbitz - Lok HfV Dresden 8:3
15. Januar 1978 Dresden
1. MX: Roland Riese / Carmen Ober - Monika Cassens / Claus Cassens 12:15 15:11 6:15
2. MX: Frank-Thomas Seyfarth / Christine Ober - Andreas Benz / Angelika Neubert 15:6 8:15 18:14
1. HD: Roland Riese / Joachim Schimpke - Claus Cassens / Peter Uhlig 15:4 15:6
2. HD: Frank-Thomas Seyfarth / Klaus Skobowsky - Steffen Körbitz / Andreas Benz 15:7 15:6
1. HE: Joachim Schimpke - Claus Cassens 18:17 13:15 15:13
2. HE: Roland Riese - Dieter Krompaß 15:7 15:2
3. HE: Klaus Skobowsky - Peter Uhlig 15:10 15:6
4. HE: Harald Richter - Andreas Benz 15:4 15:4
1. DE: Christine Ober - Monika Cassens 4:11 1:11
2. DE: Carmen Ober - Angelika Neubert 11:8 11:3
1. DD: Carmen Ober / Christine Ober - Monika Cassens / Angelika Neubert 11:15 15:11 5:15
Fortschritt Tröbitz - Lok HfV Dresden 9:2
28. Januar 1978 Tröbitz
1. MX: Roland Riese / Carmen Ober - Claus Cassens / Monika Cassens 13:15 15:11 17:16
2. MX: Frank-Thomas Seyfarth / Christine Ober - Steffen Körbitz / Angelika Neubert 15:6 15:13
1. HD: Joachim Schimpke / Roland Riese - Claus Cassens / Claus Kaden 15:0 15:0
2. HD: Frank-Thomas Seyfarth / Klaus Skobowsky - Steffen Körbitz / Peter Uhlig 18:15 15:12
1. HE: Joachim Schimpke - Claus Cassens 15:8 15:2
2. HE: Roland Riese - Steffen Körbitz 18:13 15:0
3. HE: Frank-Thomas Seyfarth - Peter Uhlig 15:5 15:2
4. HE: Harald Richter - Claus Kaden 15:3 15:1
1. DE: Christine Ober - Monika Cassens 4:11 1:11
2. DE: Carmen Ober - Angelika Neubert 4:11 11:2 11:4
1. DD: Carmen Ober / Christine Ober - Monika Cassens / Angelika Neubert 2:15 15:10 9:15
Fortschritt Tröbitz - DHfK Leipzig 7:4
28. Januar 1978 Tröbitz
1. MX: Roland Riese / Carmen Ober - Jürgen Richter / Christel Sommer 15:7 15:5
2. MX: Frank-Thomas Seyfarth / Christine Ober - Gerd Pigola / Beate Müller 15:0 15:8
1. HD: Joachim Schimpke / Roland Riese - Jürgen Richter / Gerd Pigola 7:15 11:15
2. HD: Frank-Thomas Seyfarth / Harald Richter - Matthias Röder / Manfred Blauhut 11:15 15:5 15:6
1. HE: Joachim Schimpke - Jürgen Richter 15:11 12:15 10:15
2. HE: Roland Riese - Gerd Pigola 15:2 15:2
3. HE: Frank-Thomas Seyfarth - Matthias Röder 15:8 15:10
4. HE: Klaus Skobowsky - Manfred Blauhut 15:5 7:15 6:15
1. DE: Christine Ober - Christel Sommer 7:11 7:11
2. DE: Carmen Ober - Beate Müller 11:5 12:10
1. DD: Carmen Ober / Christine Ober - Christel Sommer / Beate Müller 15:11 15:12
Fortschritt Tröbitz - Einheit Greifswald 2:9
29. Januar 1978 Tröbitz
1. MX: Roland Riese / Carmen Ober - Erfried Michalowsky / Michalowski 6:15 1:15
2. MX: Frank-Thomas Seyfarth / Christine Ober - Michael Franz / Michalowski 15:9 13:18 17:15
1. HD: Joachim Schimpke / Roland Riese - Edgar Michalowski / Michael Franz 15:5 3:15 12:15
2. HD: Klaus Skobowsky / Frank-Thomas Seyfarth - Erfried Michalowsky / Uwe Kämmer 13:15 15:11 14:18
1. HE: Joachim Schimpke - Edgar Michalowski 15:1 10:15 15:9
2. HE: Roland Riese - Erfried Michalowsky 18:15 6:15 7:15
3. HE: Klaus Skobowsky - Michael Franz 15:11 10:15 10:15
4. HE: Harald Richter - Uwe Kämmer 15:11 13:15 9:15
1. DE: Christine Ober - Angela Michalowsky 8:11 4:11
2. DE: Carmen Ober - Ilona Michalowsky 6:11 11:6 8:11
1. DD: Carmen Ober / Christine Ober - Angela Michalowsky / Michalowski 13:15 4:15

## Endstand
| Platz | Mannschaft |
| ----- | --- |
| 1.    | Einheit Greifswald (Edgar Michalowski, Erfried Michalowsky, Michael Franz, Uwe Kämmer, Angela Michalowski, Ilona Michalowsky, Birgit Kämmer, Christine Zierath)               |
| 2.    | Fortschritt Tröbitz (Frank-Thomas Seyfarth, Joachim Schimpke, Roland Riese, Klaus Skobowsky, Harald Richter, Christine Ober, Carmen Ober)                                     |
| 3.    | HSG DHfK Leipzig (Jürgen Richter, Volker Herbst, Gerd Pigola, Manfred Blauhut, Matthias Röder, Christel Sommer, Beate Herbst, Rena Scheithauer, Birgit Harder, Helga Pöschel) |
| 4.    | HSG Lok HfV Dresden (Claus Cassens, Peter Uhlig, Andreas Benz, Steffen Körbitz, Dieter Krompaß, Claus Kaden, Monika Cassens, Angelika Neubert)                                |